# 朱然墓出土漆木屐
朱然墓出土漆木屐是目前中国最古老的漆木屐，至今已有1700多年，于1984年6月出土。 前有一个孔，用作栓绳子，后有两孔作成木屐的形态。在朱然墓漆木屐没有出土以前，一般认为漆木屐是日本人最早发明的，通过朱然墓漆木屐的发现，证实木屐在中国通过唐文化东传到日本，最后在日本逐渐使用。现藏于朱然家族墓地博物馆。